# Obszar ochrony ścisłej Jezioro Kociołek

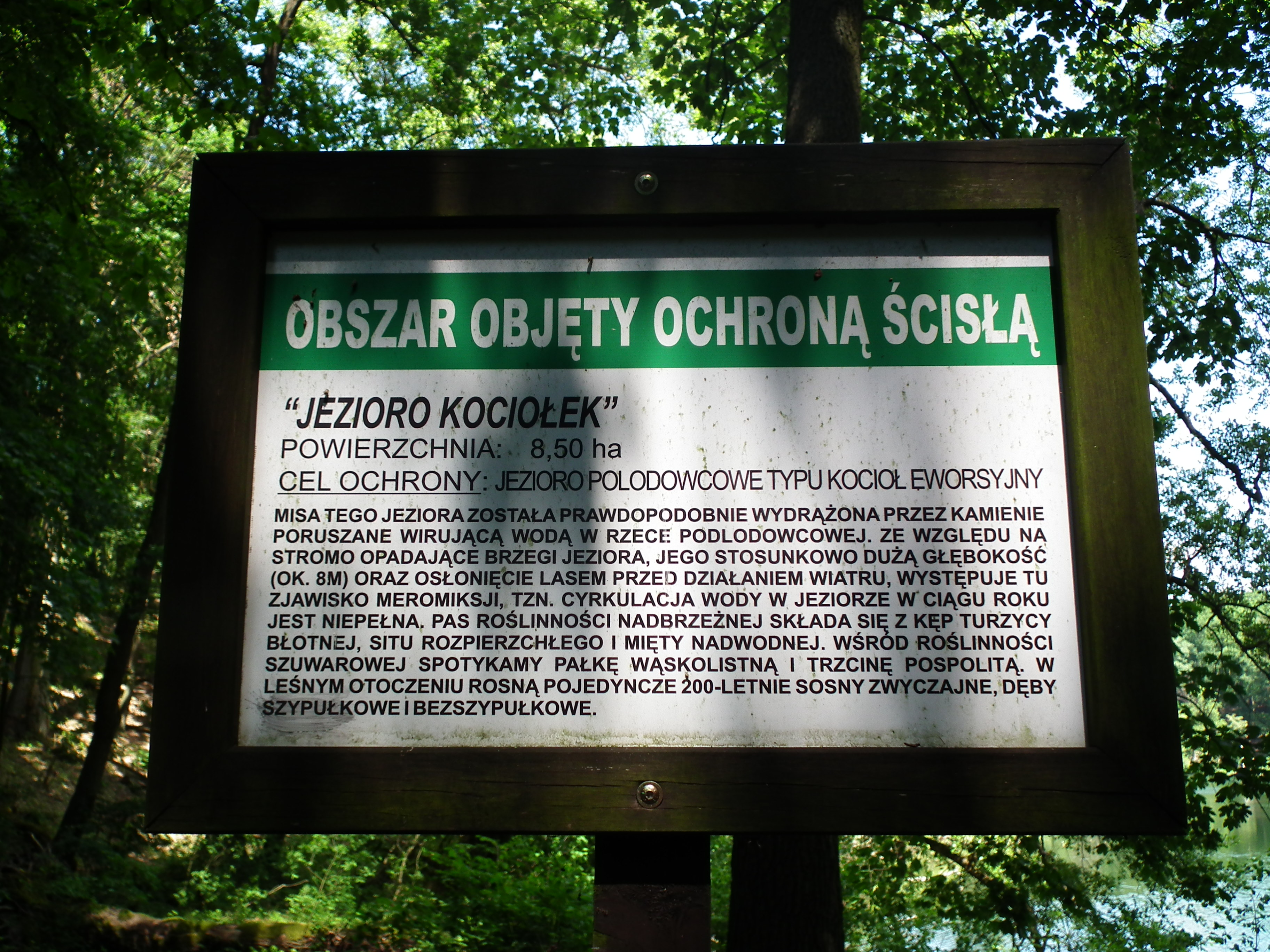

Obszar ochrony ścisłej Jezioro Kociołek – obszar ochrony ścisłej znajdujący się na terenie Wielkopolskiego Parku Narodowego.

## Położenie i charakterystyka
Przedmiotem ochrony jest jezioro polodowcowe typu kociołek oraz przylegający liściasty zespół leśny (grąd). Jezioro Kociołek to mały, owalny akwen o powierzchni 4,3 ha, maksymalnej głębokości 7,8 m i średniej 4,5 m, leżący 0,7 km na południe od Jeziora Góreckiego, nieopodal końcowej stacji linii kolejowej Poznań-Osowa Góra. Brzegi i ławica przybrzeżna piaszczyste, a dno wysłane mułem znacząco zmineralizowanym o miąższości 1,5 m. Akwen nie ma dopływów i odpływu. Ze względu na położenie w głębokim zagłębieniu terenu i otoczenie przez strome brzegi jezioro uważano za meromiktyczne, choć nie zostało to potwierdzone zarówno przez wieloletnie badania wykonywane w latach 30. XX wieku przez profesora Gabriela Brzęka oraz w okresie 2006–2015 przez pracowników Zakładu Ochrony Wód oraz Zakładu Analizy Wód i Gruntów Uniwersytetu im. Adama Mickiewicza w Poznaniu.
Powierzchnia obszaru ochrony ścisłej wynosi 8,50 ha.

## Przyroda
Bogata flora wodna, w otoczeniu 200-letnie sosny i dęby. Z roślin rosnących na terenie obszaru wymienić można: turzycę błotną, sit rozpierzchły, zanokcicę skalną (rzadkość w Wielkopolsce) i miętę nadwodną.
W akwenie przeprowadzono pierwsze na terenie obecnego parku narodowego badania glonów wodnych (1934). W latach 50. XX wieku w wodzie wykryto około 160 gatunków glonów, z czego 27 nowych dla flory Wielkopolski. Dominowały okrzemki.

## Turystyka
Północno-wschodnim brzegiem akwenu przebiega  niebieski szlak pieszy nr 3583 z Mosiny do Stęszewa, a brzegiem południowym  czerwony szlak pieszy nr 186 z Osowej Góry do Puszczykówka. W pobliżu jeziora znajduje się węzeł tych szlaków.